# Feldflieger-Abteilung 16
Feldflieger-Abteilung Nr. 16 – FFA 16 jednostka obserwacyjna i rozpoznawcza lotnictwa niemieckiego Luftstreitkräfte z początkowego okresu I wojny światowej.

## Informacje ogólne
W momencie wybuchu I wojny światowej z dniem 1 sierpnia 1914 roku jednostka została utworzona we Fliegerersatz Abteilung Nr 8 i weszła  w skład większej jednostki 2 Kompanii Batalionu Lotniczego Nr 2 w Grudziądzu. W sierpniu została przyporządkowana V Armii. Pierwszym dowódcą jednostki został kapitan Wilhelm Schmoeger. 10 stycznia 1915 roku została przydzielona do VIII Armii.
11 stycznia 1917 roku jednostka została przeformowana i zmieniona w Fliegerabteilung 16 - (FA 16).

## Dowódcy eskadry
| Stopień | Nazwisko          | Okres        |
| ------- | ----------------- | ------------ |
| Kapitan | Wilhelm Schmoeger | 01.08.1914 – |